# Osipaonica
Osipaonica (en serbe cyrillique : Осипаоница) est une localité de Serbie située sur le territoire de la Ville de Smederevo, district de Podunavlje. Au recensement de 2011, elle comptait 3 390 habitants.
Osipaonica est officiellement classée parmi les villages de Serbie.

## Démographie

### Évolution historique de la population
| 1948  | 1953  | 1961  | 1971  | 1981  | 1991  | 2002  | 2011  |
| ----- | ----- | ----- | ----- | ----- | ----- | ----- | ----- |
| 4 616 | 4 887 | 5 237 | 5 199 | 5 514 | 5 430 | 4 071 | 3 390 |

|  |